# De Ferrari (metropolitana di Genova)
De Ferrari è una stazione sotterranea della metropolitana di Genova.
Situata sotto l'omonima importante piazza del capoluogo ligure, la stazione sorge nei pressi di numerosi punti di interesse della città: Il teatro lirico Carlo Felice, la Galleria Mazzini, il Palazzo Ducale, Via XX Settembre, l'Accademia Ligustica delle Belle Arti, il Palazzo della Borsa e il Palazzo della Regione.

## Storia
Costruita riadattando i vecchi tunnel sotterranei e parte delle gallerie ferroviarie delle Grazie, la stazione venne iniziata nel 2001 (in occasione del G8 svoltosi a Genova, durante il quale ebbero luogo diversi eventi di cronaca nera molto controversi) ed inaugurata il 4 febbraio 2005 come capolinea del prolungamento proveniente da San Giorgio.
Rimase capolinea per sette anni, fino al 21 dicembre 2012, con l'entrata in servizio della stazione di Brignole.
Nel 2020, nell'ambito del progetto "La tua metropolitana", la stazione è stata sottoposta a lavori di riqualificazione ad opera dello sponsor Hitachi Rail Italy.

## Struttura e impianti
Progettata da Renzo Piano con ritocchi da parte di Renzo Truffelli, la stazione è in gran parte arredata da pannelli di vetro color acquamarina e grandi lampadari. Solo l'ingresso presenta le classiche "mattonelle" rosa del progetto originario. Sorge ad una profondità di circa 20 metri sotto la piazza. È provvista di due banchine laterali ed i binari sono distanti fra loro e separati da larghi pilastri, come accade per la stazione di Sarzano; tale struttura deriva dal fatto che in questa tratta la metropolitana è stata costruita riadattando il percorso dei vecchi tunnel ferroviari delle Grazie, costituiti da due gallerie affiancate.
È dotata di due ingressi, uno principale di fronte al teatro Carlo Felice ed uno secondario che si apre su Vico San Matteo, nei pressi del Palazzo Ducale, ed ospita alcune attività commerciali.
La stazione è inoltre collegata tramite con via di Porta Soprana tramite un passaggio pedonale realizzato sfruttando vecchi cunicoli sotterranei ed un rifugio antiaereo (convertito in autorimessa negli anni '50 e poi abbandonato). Il tunnel, che inizialmente doveva costituire un terzo accesso alla stazione, è ora utilizzato solo come uscita di emergenza.
È inoltre attivo il collegamento della stazione con i servizi igienici pubblici sotto Piazza De Ferrari.
Più di recente è stato ipotizzato di costruire un'ulteriore uscita su via XX Settembre, progetto mai portato a termine.